# Résolution 1165 du Conseil de sécurité des Nations unies
Membres permanents
- Chine
- États-Unis
- France
- Royaume-Uni
- Russie

Membres non permanents
- Bahrain
- Brésil
- Costa Rica
- Gabon
- Gambie
- Japon
- Kenya
- Portugal
- Slovénie
- Suède

Résolution no 1164 Résolution no 1166
La résolution 1165 du Conseil de sécurité des Nations Unies, adoptée à l'unanimité le 30 avril 1998, après avoir rappelé la résolution 955 (1994), a créé une troisième chambre de première instance au sein du Tribunal pénal international pour le Rwanda (TPIR). 
Le Conseil de sécurité a rappelé que la résolution 955 permettait d'augmenter le nombre de chambres de première instance et de juges au TPIR. Il a réaffirmé que la poursuite des responsables des violations du droit international humanitaire au Rwanda contribuerait à la paix et à la réconciliation. Il souligne également la nécessité de renforcer le système judiciaire rwandais, car de nombreuses personnes attendent d'être jugées.
Agissant en vertu du Chapitre VII de la Charte des Nations unies, le conseil créé une troisième chambre de première instance au sein du TPIR et décide que les élections aux chambres de première instance auraient lieu à la même date, pour un mandat qui expirerait le 24 mai 2003. Les juges commenceraient leur mandat dès que possible après les élections. Une amélioration de l'efficacité du TPIR a été encouragée, et le Secrétaire général Kofi Annan a été invité à prendre des dispositions pour faciliter le fonctionnement efficace du Tribunal.

## Voir également
- Génocide rwandais
- Mission d'observation des Nations unies en Ouganda et au Rwanda